# دیزی گیلیسپی
دیزی گیلیسپی (به انگلیسی: Dizzy Gillespie) ‏(۲۱ اکتبر ۱۹۱۷ – ۶ ژانویه ۱۹۹۳) نوازنده ترومپت و از پایه‌گذاران سبک پرشتابی از موسیقی جاز به نام سبک بی‌باپ بود. وی نوازنده‌ای چیره‌دست و در بداهه نوازی ممتاز بود.

## زندگی‌نامه
وی از سیاهپوستان آمریکا بود و با نام شناسنامه‌ای جان بیرکس گیلیسپی در شهر چراو، کارولینای جنوبی به دنیا آمد. کوچکترین فرزند در میان نه فرزند جیمزو لوتی بود. پدرش رهبر یک گروه موسیقی محلی بود. دیزی در ۴ سالگی نواختن پیانو را آغاز کرد. هنگامی که ده سال بیشتر نداشت پدر را از دست داد و وی به صورت خودآموخته نواختن ترومبون و ترومپت را فراگرفت. اولین فعالیت حرفه‌ای دیزی همکاری با ارکستر فرانک فیرفکس در سال ۱۹۳۵ بود
گیلیسپی همچنین به خوانندگی، آهنگسازی و سردستگی گروه موسیقی می‌پرداخت.

وی در سال ۱۹۷۰ بهائی شد. پس از آن مشروبات الکلی را کنار گذاشت و با ویلیام سیرز در نوشتن کتاب دزد در شب همکاری کرد.

وی در تاریخ ۶ ژانویه ۱۹۹۳ بر اثر سرطان لوزالمعده در انگلوود، نیوجرسی درگذشت و در کویینز نیویورک به خاک سپرده شد.

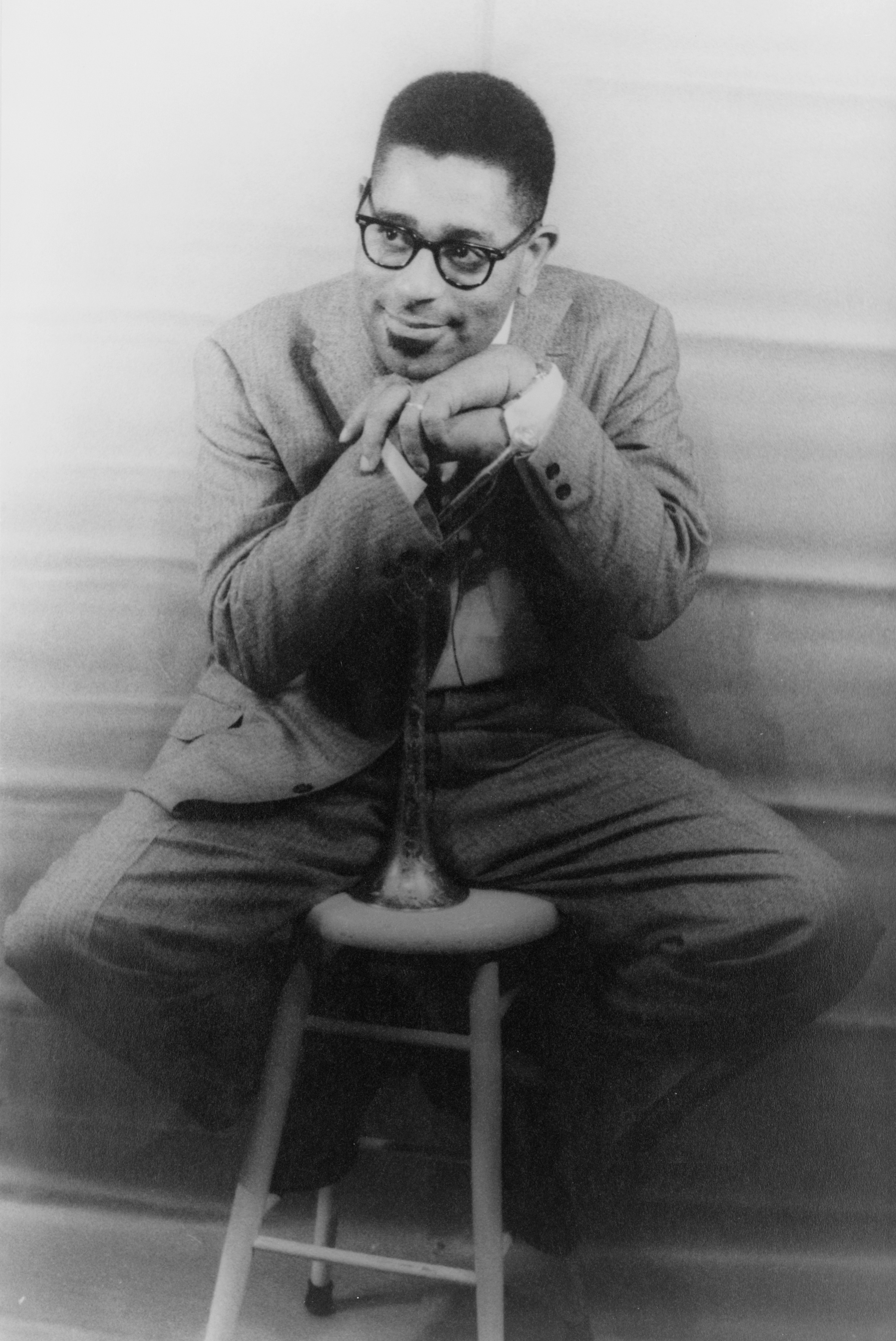
نگاره‌ای از دیزی گیلیپسی در سال ۱۹۵۵